# Рікардо Маннетті
Рікардо Джованні Маннетті (англ. Ricardo Giovanni Mannetti; нар. 24 квітня 1975, Віндгук, Південно-Західна Африка) — намібійський футболіст, півзахисник. Головний тренер національної збірної Намібії з 2015 по 2019 роки.

## Клубна кар'єра
Футболом розпочав займатися на батьківщині. Виступав за «Цивікс» з Віндгука. З 1997 по 2005 рік виступав за південноафриканський клуб «Сантос» (Кейптаун). У сезоні 2000/01 років виступав в оренді в нижчоліговому клубі з Кейптауна «Авендейл Атлетіко». У 2002 році допоміг «Сантосу» виграти Прем'єр-лігу ПАР. У липні 2005 року перейшов до «Буш Бакс». Футбольну кар'єру завершив у 2006 році виступами за нижчоліговий південноафриканський клуб «Вестерн Провайнс».

## Кар'єра в збірній
У футболці національної збірної Намібії дебютував 1992 року. Учасник Кубку африканських націй 1998 року. На цьому турнірі зіграв 2 поєдинки, а в програному (3:4) поєдинку проти Кот-д'Івуару відзначився своїм єдиним голом за національну команду. 30 грудня 2006 року 31-річний півзахисник у присутності понад 5000 глядачів на стадіоні Сем Нужома провів прощальний матч у футболці національної збірної Намібії, за яку зіграв 55 матчів та відзначився 1 голом.

## Кар'єра тренера
У 2007 році очолив клуб другого дивізіону намібійського чемпіонату «Цивікс», у якому пропрацював до 4 січня 2010 року. А вже 6 січня 2010 року Рікардо представили як нового головного тренера клубу «Блек Африка». У 2013 році призначений головним тренером національної збірної Намібії, на цій посаді Маннетті пропрацював до 18 червня 2015 року. За цей час привів збірну Намібії до виграшу першого міжнародного трофею — кубку КОСАФА. Залишив збірну після конфлікту з місцевою федерацією. Проте вже 3 серпня 2015 року Рікардо підписав новий 4-річний контракт зі збірною своєї країни, залагодивши конфлікт з місцевою федерацією.

## Досягнення

### Як гравця
- Прем'єр-ліга ПАР
  -  Чемпіон (1): 2001/02

### Як тренера
- Кубок Намібії
  -  Володар (1): 2008

- Кубок КОСАФА
  -  Володар (1): 2015